# Демьяненко, Александр Сергеевич (пловец)
Алекса́ндр Серге́евич Демья́ненко (род. 20 ноября 1993 года, Выселки, Краснодарский край, Россия) — российский пловец — паралимпиец. Чемпион и призёр чемпионата мира, чемпион Европы, мастер спорта России международного класса по плаванию среди спортсменов с поражением опорно-двигательного аппарата.

## Награды
- Мастер спорта России (2012)[1];
- Мастер спорта России международного класса (2015).